# Campionati mondiali di canoa/kayak 1998
I 29esimi Campionati mondiali di canoa/kayak si sono svolti a Seghedino (Ungheria) nel 1998.

## Medagliere
| Pos. | Paese               | Oro | Argento | Bronzo | Totale |
| ---- | ------------------- | --- | ------- | ------ | ------ |
| 1    | Ungheria            | 8   | 4       | 5      | 17     |
| 2    | Germania            | 5   | 3       | 3      | 11     |
| 3    | Canada              | 4   | 1       | 0      | 5      |
| 4    | Italia              | 2   | 3       | 1      | 6      |
| 5    | Russia              | 2   | 2       | 6      | 10     |
| 6    | Rep. Ceca           | 2   | 1       | 1      | 4      |
| 6    | Australia           | 2   | 1       | 1      | 4      |
| 8    | Slovacchia          | 1   | 1       | 0      | 2      |
| 8    | Israele             | 1   | 1       | 0      | 2      |
| 10   | Romania             | 0   | 2       | 1      | 3      |
| 11   | Ucraina             | 0   | 1       | 2      | 3      |
| 12   | Serbia e Montenegro | 0   | 1       | 1      | 2      |
| 12   | Norvegia            | 0   | 1       | 1      | 2      |
| 12   | Svezia              | 0   | 1       | 1      | 2      |
| 15   | Polonia             | 0   | 1       | 0      | 1      |
| 15   | Bielorussia         | 0   | 1       | 0      | 1      |
| 17   | Spagna              | 0   | 0       | 2      | 2      |
| 18   | Argentina           | 0   | 0       | 1      | 1      |

## Medaglie Canoa

### C1 200m
| Posizione | Atleta              | Paese      | Tempo |
| --------- | ------------------- | ---------- | ----- |
|           | Martin Doktor       | Rep. Ceca  |       |
|           | Slavomír Kňazovický | Slovacchia |       |
|           | Michał Śliwiński    | Ucraina    |       |

### C1 500m
| Posizione | Atleta           | Paese    | Tempo |
| --------- | ---------------- | -------- | ----- |
|           | Maxim Opalev     | Russia   |       |
|           | Andreas Dittmer  | Germania |       |
|           | Michał Śliwiński | Ucraina  |       |

### C1 1000m
| Posizione | Atleta          | Paese     | Tempo |
| --------- | --------------- | --------- | ----- |
|           | Stephen Giles   | Canada    |       |
|           | Martin Doktor   | Rep. Ceca |       |
|           | Andreas Dittmer | Germania  |       |

### C2 200m
| Posizione | Atleta                              | Paese    | Tempo |
| --------- | ----------------------------------- | -------- | ----- |
|           | Thomas Zereske Christian Gille      | Germania |       |
|           | Miklos Buzal Attila Vegh            | Ungheria |       |
|           | Vladislav Polozounov Andrei Kabanov | Russia   |       |

### C2 500m
| Posizione | Atleta                               | Paese    | Tempo |
| --------- | ------------------------------------ | -------- | ----- |
|           | György Kolonics Csaba Horváth        | Ungheria |       |
|           | Paweł Baraszkiewicz Daniel Jędraszko | Polonia  |       |
|           | Thomas Zereske Christian Gille       | Germania |       |

### C2 1000m
| Posizione | Atleta                                | Paese    | Tempo |
| --------- | ------------------------------------- | -------- | ----- |
|           | Alexander Kovalev Aleksandr Kostoglod | Russia   |       |
|           | Gheorghie Andriev Florin Popescu      | Romania  |       |
|           | György Zala Endre Ipacs               | Ungheria |       |

### C4 200m
| Posizione | Atleta                                                                     | Paese       | Tempo |
| --------- | -------------------------------------------------------------------------- | ----------- | ----- |
|           | Petr Prochazka Tomas Krivanek Petr Fuksa Karel Kozisek                     | Rep. Ceca   |       |
|           | Aleksandr Maseikov Anatolii Reneiski Andrei Eliaev Sergei Pletnev          | Bielorussia |       |
|           | Pavel Konovalov Konstantine Fomitchev Vladimir Ladocha Aleksandr Kostoglod | Russia      |       |

### C4 500m
| Posizione | Atleta                                                               | Paese    | Tempo |
| --------- | -------------------------------------------------------------------- | -------- | ----- |
|           | György Kolonics Csaba Horváth Csaba Huttner Laszlo Szuszko           | Ungheria |       |
|           | Cosmin Pasca Ionel Averian Gheorghie Andriev Florin Popescu          | Romania  |       |
|           | Pavel Konovalov Vladislav Polozounov Vladimir Ladocha Andrei Kabanov | Russia   |       |

### C4 1000m
| Posizione | Atleta                                                             | Paese     | Tempo |
| --------- | ------------------------------------------------------------------ | --------- | ----- |
|           | Csaba Horváth Bela Belicza Csaba Huttner Laszlo Szuszko            | Ungheria  |       |
|           | Konstantine Fomitchev Vassilii Mailov Andrei Kabanov Ignat Kovalev | Russia    |       |
|           | Martin Doktor Petr Netusil Jan Machac Viktor Jirasky               | Rep. Ceca |       |

## Medaglie Kayak

### K1 200m
| Posizione | Atleta             | Paese               | Tempo |
| --------- | ------------------ | ------------------- | ----- |
|           | Michael Kolganov   | Israele             |       |
|           | Oleksei Slivinskiy | Ucraina             |       |
|           | Ognjen Filipovic   | Serbia e Montenegro |       |

| Posizione | Atleta          | Paese    | Tempo |
| --------- | --------------- | -------- | ----- |
|           | Caroline Brunet | Canada   |       |
|           | Josefa Idem     | Italia   |       |
|           | Éva Dónusz      | Ungheria |       |

### K1 500m
| Posizione | Atleta           | Paese    | Tempo |
| --------- | ---------------- | -------- | ----- |
|           | Ákos Vereckei    | Ungheria |       |
|           | Michael Kolganov | Israele  |       |
|           | Lutz Liwowski    | Germania |       |

| Posizione | Atleta          | Paese     | Tempo |
| --------- | --------------- | --------- | ----- |
|           | Caroline Brunet | Canada    |       |
|           | Katrin Borchert | Australia |       |
|           | Josefa Idem     | Italia    |       |

### K1 1000m
| Posizione | Atleta        | Paese     | Tempo |
| --------- | ------------- | --------- | ----- |
|           | Lutz Liwowski | Germania  |       |
|           | Knut Holmann  | Norvegia  |       |
|           | Javier Correa | Argentina |       |

| Posizione | Atleta          | Paese     | Tempo |
| --------- | --------------- | --------- | ----- |
|           | Josefa Idem     | Italia    |       |
|           | Caroline Brunet | Canada    |       |
|           | Katrin Borchert | Australia |       |

### K2 200m
| Posizione | Atleta                          | Paese    | Tempo |
| --------- | ------------------------------- | -------- | ----- |
|           | Vince Fehervari Robert Hegedus  | Ungheria |       |
|           | Sergey Verlin Anatolij Tiščenko | Russia   |       |
|           | Geza Magyar Romica Serban       | Romania  |       |

| Posizione | Atleta                                    | Paese    | Tempo |
| --------- | ----------------------------------------- | -------- | ----- |
|           | Marie-Josèe Gilbeau-Oumeet Karen Furneaux | Canada   |       |
|           | Kinga Dekany Rita Kőbán                   | Ungheria |       |
|           | Beatrix Manchon Portillo Izaskun Aramburu | Spagna   |       |

### K2 500m
| Posizione | Atleta                          | Paese      | Tempo |
| --------- | ------------------------------- | ---------- | ----- |
|           | Michal Riszdorfer Juraj Bača    | Slovacchia |       |
|           | Beniamino Bonomi Luca Negri     | Italia     |       |
|           | Krisztián Bártfai Gábor Horváth | Ungheria   |       |

| Posizione | Atleta                      | Paese     | Tempo |
| --------- | --------------------------- | --------- | ----- |
|           | Anna Wood Katrin Borchert   | Australia |       |
|           | Birgit Fischer Anett Schuck | Germania  |       |
|           | Kinga Dekany Rita Kőbán     | Ungheria  |       |

### K2 1000m
| Posizione | Atleta                      | Paese               | Tempo |
| --------- | --------------------------- | ------------------- | ----- |
|           | Antonio Rossi Luca Negri    | Italia              |       |
|           | Mico Janic Stjepan Janic    | Serbia e Montenegro |       |
|           | Attila Adam Krisztian Vereb | Ungheria            |       |

| Posizione | Atleta                           | Paese     | Tempo |
| --------- | -------------------------------- | --------- | ----- |
|           | Anna Wood Katrin Borchert        | Australia |       |
|           | Birgit Fischer Ute Plessmann     | Germania  |       |
|           | Anna Karlsson Susanne Gunnarsson | Svezia    |       |

### K4 200m
| Posizione | Atleta                                                                | Paese    | Tempo |
| --------- | --------------------------------------------------------------------- | -------- | ----- |
|           | Vince Fehervari Istvan Bee Gyulay Kajner Robert Hegedus               | Ungheria |       |
|           | Antonio Rossi Beniamino Bonomi Ivano Lussignoli Luca Negri            | Italia   |       |
|           | Andreas Gjersoe Nils Olav Fjeldheim Knut Holmann Robby Roarsen Hangli | Norvegia |       |

| Posizione | Atleta                                                                 | Paese    | Tempo |
| --------- | ---------------------------------------------------------------------- | -------- | ----- |
|           | Kinga Dekany Rita Kőbán Erzsébet Viski Katalin Kovács                  | Ungheria |       |
|           | Anna Karlsson Susanne Gunnarsson Ingela Ericsson Maria Haglund         | Svezia   |       |
|           | Natalia Goulii Elena Tissina Larissa Peisakhovitch Tatiana Tichtchenko | Russia   |       |

### K4 500m
| Posizione | Atleta                                                               | Paese    | Tempo |
| --------- | -------------------------------------------------------------------- | -------- | ----- |
|           | Torsten Gutsche Björn Bach Mark Zabel Stefan Ulm                     | Germania |       |
|           | Botond Storcz Krisztián Bártfai Zsolt Szadovszki Marton Bauer        | Ungheria |       |
|           | Andrei Tissine Andrej Chtchegolikhine Vitali Gankine Roman Zaroubine | Russia   |       |

| Posizione | Atleta                                                                  | Paese    | Tempo |
| --------- | ----------------------------------------------------------------------- | -------- | ----- |
|           | Birgit Fischer Anett Schuck Manuela Mucke Marcela Bednar                | Germania |       |
|           | Kinga Dekany Szilvia Szabó Andrea Barocsi Katalin Kovács                | Ungheria |       |
|           | Beatrix Manchon Portillo Izaskun Aramburu Ana Maria Penas Belen Sanchez | Spagna   |       |

### K4 1000m
| Posizione | Atleta                                                               | Paese    | Tempo |
| --------- | -------------------------------------------------------------------- | -------- | ----- |
|           | Torsten Gutsche Mark Zabel Björn Bach Stefan Ulm                     | Germania |       |
|           | Botond Storcz Krisztián Bártfai Zsolt Szadovszki Marton Bauer        | Ungheria |       |
|           | Anatolij Tiščenko Sergey Verlin Georgi Tsyboulnikov Alexander Ivanik | Russia   |       |